# 미하우 클레오파스 오긴스키
미하우 클레오파스 오긴스키(폴란드어: Michał Kleofas Ogiński, 1765년 9월 25일생 1833년 10월 15일 사망)는 폴란드의 외교관이자 정치인이며, 폴란드-리투아니아의 재무장관이자 러시아 제국 황제 알렉산드르 1세의 상원의원이다. 또한 폴란드의 클래식 음악 작곡가이기도 하다.
한국에는 알려져 있지 않지만, 외국에서는 인지도가 높은 『내 조국에 대한 작별인사(Farewell to My Homeland)』라는 곡을 작곡한 사람이 이 사람이다.

## 생애
오긴스키는 폴란드-리투아니아 연합의 구주프에서 태어났다. 현재 이 지역은 폴란드에 위치하여 있다. 아버지 안제이 오긴스키(Andrzej Ogiński)는 리투아니아 대공국의 트라카이 지방의 총독이었으며, 그래서 리투아니아에서는 이 사람을 리투아니아 출신으로 보기도 한다. 어머니 파울리나 솀벡(Paulina Szembek, 1740-1797)은 마렉 솀벡(Marek Szembek)과 야드비가 루드니츠카(Jadwiga Rudnicka) 사이에서 태어났다.
오긴스키는 어렸을 적부터 계몽주의 사상을 교육받았으며, 오시프 코츨로프스키(Osip Kozlovsky)에게 음악 교육을 받았고, 죠반니 바티스타 비오티(Giovanni Battista Viotti)와 피에르 벨로트(Pierre Bailott)에게 바이올린 수업을 받았다.

## 작품
- 폴로네즈 『조국에 대한 작별인사(Farewell to My Homeland)』 - 원어로는 'Pożegnanie Ojczyzny'라고 표기된다. 이 음악이 작곡된 시기는 1794년으로 폴란드-리투아니아 연합은 프로이센, 러시아, 신성 로마 제국(정확히는 오스트리아 대공국)에 의해 수 차례 분할을 겪었고, 폴란드의 주권이 하나 둘씩 잃어가던 시점이다. 폴란드는 1795년 이 3개국에 의하여 결국 분할되어 지도 속에서 사라졌다. 독일, 오스트리아, 러시아가 제1차 세계대전에서 패전한 1918년 연말이 되어서야 공화국으로 독립하여 오늘에 이르고 있다. 이러한 이유로 폴란드는 유럽 연합 및 북대서양 조약 기구 회원국들이 군비를 지속적으로 감축하고 있는 상황에서 유일하게 군비를 감축하지 않았으며, 오히려 군비를 더 올렸다. 이는 폴란드가 겪어 온 역사적인 배경에서 기인할 수 있으며, 이 곡 또한 나라를 잃은 폴란드인들의 심정이 담겨 있는 곡이라고 할 수 있다.

- 폴로네즈 Ojczyzny의 파이프 오르간 버전 - 참고로 폴란드는 유럽의 로마 가톨릭 국가 중에는 이탈리아, 스페인, 아일랜드보다 더한 신앙심을 자랑한다. 가톨릭은 정교회 국가인 러시아에 대한 폴란드인의 정신적 지주 역할도 많이 했다.

## 서훈 내역
- 1788년 백수리 훈장(Order Orła Białego) - 이 훈장은 한국의 故 노무현 前 대통령이 받은 훈장이며, 제1차 세계 대전 당시 프랑스의 승전에 공헌한 조제프 조프르도 이 훈장을 받았고 일본의 다이쇼 천황도 받았다.